# Mimomyia intermedia
Mimomyia intermedia är en tvåvingeart som beskrevs av Philip James Barraud 1929. Mimomyia intermedia ingår i släktet Mimomyia och familjen stickmyggor. Inga underarter finns listade i Catalogue of Life.